# Оранжевая любовь
«Оранжевая любовь» (англ. OrAngeLove, 2007) — украинский кинофильм-драма режиссёра Алана Бадоева о любви двух молодых людей во время революции на Украине, а также эпидемии СПИДа.

## Сюжет
В конце октября 2004 года, прячась от ливня, в старый киевский трамвай заскакивают двое молодых людей: босой, в помятом окровавленном пиджаке, молодой фотограф-журналист, охотящийся за «новыми, настоящими эмоциями», и также босая, рыжеволосая, с огромным кофром за спиной студентка консерватории по классу виолончели. Вспыхнувшая любовь оказалась упрямой, всепоглощающей и всеразрушающей.

## В ролях
| Актёр              | Роль                  |
| ------------------ | --------------------- |
| Алексей Чадов      | Роман (корреспондент) |
| Ольга Макеева      | Катя                  |
| Алексей Вертинский | игрок                 |
| Вячеслав Бурлачко  | громила               |
| Екатерина Кантор   | подруга громилы       |
| Андрей Стрельцов   | кондуктор             |
| Дмитрий Малков     | веснушчатый парень    |
| Галина Боженко     | официантка            |

## Съёмочная группа и производство
- Режиссёр: Алан Бадоев
- Сценаристы: Алан Бадоев, Ольга Кржичевская
- Продюсеры: Владимир Хорунжий, Алина Панова
- Исполнительные продюсеры: Александр Константиновский, Вячеслав Константиновский, Виктор Тополов
- Сопродюсеры: Роман Киндрачук, Дарко Скульский
- Линейный продюсер: Брюс Вейн Гиллис
- Оператор: Ярослав Пилунский
- Композитор: Желько Марасович
- Художник по костюмам: Ольга Навроцкая
- Художник-постановщик: Олеся Бондарь
- Гримёр: Алёна Хорошко
- Парикмахер-стилист: Денис Яроцкий
- PR-специалист: Валерия Башинская

Производство Orangelove LLC, CineCity Productions, Twinjoint International Film.
Премьера состоялась 27 марта 2007 года. 

Российский прокатчик — «Top Film Distribution» (премьера в России 5 июля 2007 года).